# Джабаль-Каур
Джабаль-Каур — гірська вершина в південно-східній частині Аравійського півострова. Вершина знаходиться в гірській системі Джабаль аль-Ахдар. Лежить на північний схід від міста Бахла.
Висота гори за різними даними від 2566 до 2730 м над рівнем моря. 
Схили гори покриті рідколіссям. Найближче поселення Мабус в 2 км на південь.

## Виноски
1. 1 2  Peakbagger.com
2. 1 2 3 4  Аркуш карти F-40-X Назва. Масштаб: 1 : 200 000. Видання 1979 р. (рос.)